# Il cow-boy col velo da sposa
Il cow-boy col velo da sposa (The Parent Trap) è un film della Disney del 1961 diretto dal regista David Swift, tratto dal romanzo tedesco Carlottina e Carlottina (Das Doppelte Lottchen, 1949) di Erich Kästner. Il film è conosciuto anche come Il cowboy con il velo da sposa.

## Trama
Due gemelle tredicenni, Sharon McKendrick e Susan Evers, sono cresciute senza mai conoscersi: i loro genitori si sono separati quando loro avevano un anno. Susan infatti vive col padre Mitch in California, mentre Sharon vive con la madre Margaret a Boston. Casualmente le due però vanno a trascorrere le vacanze estive nello stesso campeggio. Quando le due si incontrano per la prima volta rimangono molto stupite di quanto siano fisicamente identiche, tanto che inizieranno a ritenersi reciprocamente antipatiche. Da lì in poi infatti inizieranno a farsi continui scherzi e dispetti e alla fine arriveranno ad azzuffarsi durante una festa fatta al campeggio. La direttrice del campeggio, Miss Inch, decide così di punirle sistemandole insieme nello stesso bungalow.
Le due all'inizio non si parlano, ma con il trascorrere dei giorni fanno la pace ed iniziano ad instaurare un rapporto di amicizia. Quando scoprono di essere nate nello stesso giorno e anno e vedono le fotografie dei rispettivi genitori, capiscono di essere sorelle gemelle. Affinché i loro genitori possano rincontrarsi e magari risposarsi, decidono di scambiarsi i ruoli. Così Susan, che non ha mai conosciuto la madre, va a Boston, mentre Sharon si taglia i suoi lunghi capelli biondi, per assomigliare come una goccia d'acqua a Susan e se ne va in California dal padre. Il piano sembra funzionare alla grande fino a quando Sharon - nei panni di Susan - scopre che suo padre si sta per risposare con una donna molto più giovane di lui, di nome Vicky.
Una volta rivelato il trucco alla madre, Susan e Margaret partono alla volta della California, da Sharon e Mitch. I due così si rincontrano dopo tanti anni. Margaret viene invitata a trascorrere una gita in montagna dove però, dopo aver notato la gelosia che Vicky prova verso di lei, le "cede il posto". Sharon e Susan così partiranno per la gita insieme al padre Mitch e a Vicky. Durante la gita Vicky viene bersagliata di scherzi dalle due ragazze al punto che, arrabbiatissima, deciderà di abbandonare la gita e di chiudere con Mitch e con le sue figlie. Alla fine Mitch tornerà con Margaret. Il piano ha ottenuto pieno successo.

## Adattamento italiano
Il titolo, molto lontano dall'originale, nasce dalla fama di Brian Keith, noto al pubblico come duro cowboy cinematografico, già visto in almeno dieci western. La locandina italiana originale illustra questa trama: il selvatico bovaro, che molti conoscono, in questa storia, viene intrappolato e portato all'altare con "il velo da sposa".

## Ageismo
In una scena invecchiata male fra una delle due sorelle e il padre Mitch Evers, la prima giudica brutalmente e aggressivamente la relazione fra Evers e la sua partner molto più giovane, ritenendola addirittura disgustosa. Questo è molto bizzarro, dal momento che le relazioni con evidente differenza di età all'epoca erano molto più accettate rispetto ad oggi, per quanto questa forma di ageismo di giudicare e demonizzare l'età del partner o la differenza di età di coppia sia comunque, ancora oggi, generalmente considerata discriminatoria, sbagliata e intollerabile.

## Remake
Il film ha avuto un remake nel 1998 chiamato Genitori in trappola (fedele al titolo originale, The Parent Trap), in cui le due gemelle vengono impersonate da Lindsay Lohan, oltre a diversi seguiti interpretati dalla stessa Hayley Mills: Trappola per genitori (The Parent Trap II, 1986), Una trappola per Jeffrey (Parent Trap III, 1989) e Trappola per genitori - Vacanze Hawaiane (Parent Trap: Hawaiian Honeymoon, 1989). Un altro remake di questo film è Matrimonio a 4 mani (It Takes Two), nel 1995, nel quale le due gemelle sono interpretate dalle gemelle Olsen.